# Vladislav Lizenko
Vladislav Vladimirovich Lizenko (tiếng Nga: Владислав Владимирович Лизенко; sinh ngày 23 tháng 5 năm 2000) là một cầu thủ bóng đá người Nga thi đấu cho F.K. Rotor-2 Volgograd.

## Sự nghiệp câu lạc bộ
Anh có màn ra mắt tại Giải bóng đá chuyên nghiệp quốc gia Nga cho F.K. Rotor-2 Volgograd vào ngày 6 tháng 4 năm 2018 trong trận đấu với F.K. Dynamo Bryansk.